# Mexico et retour
Pour plus de détails, voir Fiche technique et Distribution.
Mexico et retour (Red Salute) est un film américain réalisé par Sidney Lanfield, sorti en 1935.

## Synopsis
Drue Van Allen, la fille d'un général américain, est amoureuse de l'étudiant communiste Leonard Arner. Lorsque Leonard est expulsé d'un campus universitaire pour avoir parlé aux étudiants de politique, un photographe du journal local prend une photo de lui dans la voiture de Drue et l'imprime en première page. Lorsque Drue ignore les conseils de son père, il la pousse à monter à bord d'un avion à destination du Mexique, soi-disant pour voir sa tante Betty partir, puis l'enferme dans une villa.
Coincée à Juarez sans argent pour rentrer chez elle, Drue rencontre alors un soldat tapageur, Jeff, accompagné d'un policier des frontières avec qui il entame une conversation. Malgré leur mépris l'un pour l'autre, ils boivent beaucoup au bar. Seulement aucun n'a d'argent et ils s'enfuient tous avec une voiture du gouvernement. Lorsqu'ils atteignent un poste frontière, Jeff essaie de s'arrêter mais Drue appuie sur la pédale d'accélérateur et ils se précipitent au Texas. Ils parviennent à échapper à leurs poursuivants, mais percutent un arbre.
Plus tard, ils kidnappent PJ Rooney, un mari facile à vivre pour monter dans sa caravane maison. Il est heureux de s'éloigner de sa femme, Edith. Ils finissent par convaincre Baldy, un gardien, de croire qu'ils sont des amis de son employeur, le colonel Turner, et de les laisser rester dans la maison de Turner. Après la danse de Jeff et Drue, il lui dit qu'il l'aime et après réflexion elle l'embrasse avant de se coucher pour la nuit, dans des chambres séparées. Plus tard, elle se faufile et essaie de s'enfuir, mais les autorités se présentent et les arrêtent tous les deux.
Le général Van Allen fait sortir Drue de prison. Il s'inquiète d'un article de journal rapportant que Drue et Leonard vont se marier et aussi des informations qu'il a reçues d'un agent de l'immigration selon lesquelles Leonard n'est pas un citoyen, mais plutôt un propagandiste rémunéré présumé dans le pays avec un visa étudiant. Lorsque le général se rend compte que Drue a des sentiments pour Jeff, il fait venir Jeff. Après lui avoir parlé de manière informelle, le général l'envoie à une réunion à laquelle Leonard est censé prendre la parole. Jeff fait semblant d'avoir changé d'avis pour qu'Arner le laisse parler au public. Il commence par accepter la position de Leonard, puis montre aux gens ce qu'il représente vraiment. Une émeute éclate et Arner est placé en garde à vue pour expulsion.
Drue se rend compte qu'elle est amoureuse de Jeff. Ils se marient et partent en lune de miel dans la caravane de PJ.

## Fiche technique
- Titre : Mexico et retour
- Titre original : Red Salute
- Réalisation : Sidney Lanfield
- Scénario : Humphrey Pearson et Manuel Seff
- Dialogues : Elmer Harris
- Production : Edward Small
- Société de production : Reliance Pictures
- Photographie : Robert H. Planck
- Montage : Grant Whytock
- Direction artistique : John DuCasse Schulze
- Pays de production :  États-Unis
- Langue : Anglais
- Format : Noir et blanc - son : Mono
- Genre : Comédie dramatique
- Durée : 80 minutes
- Date de sortie :
  - États-Unis : 12 septembre 1935

## Distribution
- Barbara Stanwyck : Drue Van Allen
- Robert Young : Jeff
- Hardie Albright : Arner
- Cliff Edwards : Rooney
- Ruth Donnelly : Mme Rooney
- Gordon Jones : Lefty
- Paul Stanton : Louis Martin
- Purnell Pratt : General Van Allen
- Nella Walker : Tante Betty
- Arthur Vinton : Joe Beal
- Edward McWade : Baldy
- Henry Kolker : Dean
- Allan Cavan : Officier d'armée
- Ferdinand Gottschalk : Un orateur
- Selmer Jackson : Officier d'armée
- Tom London : Officier de marine